# Metrisches Differential
Das metrische Differential ist ein Ersatz für den Ableitungsbegriff für Abbildungen in metrische Räume. Es wurde 1994 vom deutschen Mathematiker Bernd Kirchheim in einem Aufsatz über die Regularität von Hausdorff-Maßen eingeführt.
Die Hauptanwendung des metrischen Differentials besteht in der Verallgemeinerung des Satzes von Rademacher von Funktionen zwischen euklidischen Räumen auf solche in allgemeine metrische Räume.

## Motivation
Euklidische Räume tragen neben ihrer metrischen Struktur zusätzlich eine lineare. Deshalb ist es möglich, für eine Funktion zwischen euklidischen Räumen lokale lineare Näherungen zu betrachten. Existiert für eine Stelle des Definitionsbereiches eine beste solche Näherung, so heißt die Funktion dort (total) differenzierbar und die entsprechende lineare Funktion wird Ableitung oder Differential an dieser Stelle genannt. Einschränkend lässt sich auch die Ableitung in eine bestimmte Richtung betrachten. Für Abbildungen in allgemeine metrische Räume lassen sich solche Aussagen zunächst nicht treffen, da die besagte lineare Struktur fehlt.
Das metrische Differential dient nun dazu, diese Begriffe im Sinne einer besten  isometrischen Näherung auf die letztgenannten Abbildungen zu übertragen.

## Definition
Sei im Weiteren {\displaystyle f\colon \mathbb {R} ^{n}\to (X,d_{X})} eine Funktion von einem euklidischen Raum in einen metrischen Raum {\displaystyle X} und {\displaystyle x\in \mathbb {R} ^{n}} ein Punkt. Setze nun
{\displaystyle MD(f,x)(u):=\lim _{r\to 0}{\frac {d_{X}(f(x+ru),f(x))}{r}}}
für einen Vektor {\displaystyle u\in \mathbb {R} ^{n}}, falls dieser Grenzwert existiert. In diesem Falle heiße {\displaystyle f} an der Stelle {\displaystyle x} in Richtung {\displaystyle u} metrisch differenzierbar und {\displaystyle MD(f,x)(u)} heiße das metrische Differential von {\displaystyle f} an der Stelle {\displaystyle x} in Richtung {\displaystyle u}.
Ist {\displaystyle MD(f,x)} sogar eine Funktion auf ganz {\displaystyle \mathbb {R} ^{n}}, so heiße {\displaystyle f} in {\displaystyle x} überhaupt metrisch differenzierbar.

## Eigenschaften

### Bezug zur Stetigkeit
Wie man es bei einem Differenzierbarkeitsbegriff erwarten kann, gilt folgender Satz.
Ist {\displaystyle f} an der Stelle {\displaystyle x\in \mathbb {R} ^{n}} metrisch differenzierbar, so ist {\displaystyle f} dort auch stetig als Abbildung zwischen metrischen Räumen.

### Verallgemeinerung des Fréchet-Differentials
Fasst man den {\displaystyle \mathbb {R} ^{n}} in natürlicher Weise (durch die euklidische Norm) als einen normierten Raum auf und ist auch die Metrik {\displaystyle d_{X}} durch eine Norm {\displaystyle \|{\cdot }\|_{X}} induziert, so wird {\displaystyle f\colon (\mathbb {R} ^{n},\|{\cdot }\|_{2})\to (X,\|{\cdot }\|_{X})} zu einer Funktion zwischen normierten Räumen und lässt sich so auf Fréchet-Differenzierbarkeit überprüfen. In diesem Fall gilt der Satz:
Ist {\displaystyle f} an einer Stelle {\displaystyle x\in \mathbb {R} ^{n}} Fréchet-differenzierbar mit dem Differential {\displaystyle Df(x)}, so ist {\displaystyle f} auch metrisch differenzierbar und es gilt weiter {\displaystyle MD(f,x)(u)=\|Df(x)(u)\|_{X}} für jedes {\displaystyle u\in \mathbb {R} ^{n}}.
Zu beachten ist dabei, dass die Forderung an {\displaystyle d_{X}} keine echte Einschränkung ist, denn nach dem Satz von Kunugui lässt sich jeder metrische Raum isometrisch in einen Banachraum einbetten.

### Verallgemeinerung des Satzes von Rademacher
Falls {\displaystyle f} Lipschitz-stetig ist, so ist die Funktion auch fast überall metrisch differenzierbar.
Das heißt, die Punkte, in denen sie nicht differenzierbar ist, bilden eine Nullmenge (bezüglich des Hausdorff-Maßes).

### Halbnormeigenschaft
Sei {\displaystyle f} wieder Lipschitz-stetig, dann ist für fast jedes {\displaystyle x\in \mathbb {R} ^{n}} die Abbildung {\displaystyle MD(f,x)} eine Halbnorm auf {\displaystyle \mathbb {R} ^{n}}.
In diesem Fall lässt sich außerdem zeigen:
Für beliebige {\displaystyle y,z\in \mathbb {R} ^{n}} gilt {\displaystyle d_{X}(f(y),f(z))-MD(f,x)(y-z)\in o(d(y,x)+d(x,z))}.
Das heißt, in einer – gegebenenfalls sehr kleinen – Umgebung von {\displaystyle x\in \mathbb {R} ^{n}} ist {\displaystyle MD(f,x)} die beste isometrische Näherung für {\displaystyle f}. Dabei bezeichne {\displaystyle d} die übliche euklidische Metrik auf {\displaystyle \mathbb {R} ^{n}}; für die Verwendung der „Klein-o-Notation“ siehe auch Landau-Symbole.
Gibt es nun umgekehrt für eine – nun nicht notwendig Lipschitz-stetige – Funktion {\displaystyle f\colon \mathbb {R} ^{n}\to (X,d_{X})} und eine Stelle {\displaystyle x\in \mathbb {R} ^{n}} eine Halbnorm {\displaystyle s} mit der Eigenschaft {\displaystyle d_{X}(f(y),f(z))-s(y-z)\in o(d(y,x)+d(x,z))} für alle {\displaystyle y,z\in \mathbb {R} ^{n}}, so muss {\displaystyle s} mit {\displaystyle MD(f,x)} identisch sein und {\displaystyle f} ist an dieser Stelle metrisch differenzierbar.